# Deniz Undav
Deniz Undav (sinh ngày 19 tháng 7 năm 1996) là một cầu thủ bóng đá chuyên nghiệp người Đức hiện đang thi đấu ở vị trí tiền đạo cho câu lạc bộ Bundesliga VfB Stuttgart và đội tuyển bóng đá quốc gia Đức.

## Sự nghiệp câu lạc bộ

### Sự nghiệp ban đầu
Undav lớn lên ở Achim và chơi cho TSV Achim trước khi gia nhập đội trẻ của Werder Bremen, nơi anh bị sa thải sau 5 năm vì không đủ chiều cao. Sau đó, anh gia nhập SC Weyhe, rồi TSV Havelse, nơi anh ra mắt đội một tại Regionalliga 2014–15. Sau đó, anh thi đấu cho các câu lạc bộ Eintracht Braunschweig II và SV Meppen.

### Union Saint-Gilloise
Vào cuối mùa giải 2019–20, Undav rời câu lạc bộ SV Meppen tại 3. Liga. Sau khi hợp đồng của anh tại Meppen hết hạn, anh gia nhập câu lạc bộ Union Saint-Gilloise tại Challenger Pro League theo hợp đồng có thời hạn ba năm.
Vào ngày 13 tháng 3 năm 2021, Undav đã giành chức vô địch Challenger Pro League cùng Union Saint-Gilloise và kết thúc mùa giải với 17 bàn thắng sau 26 trận.
Vào ngày thi đấu thứ 15 của mùa giải  Belgian First Division A 2021–22, Undav đã ghi một cú hat-trick đầu tiên trong sự nghiệp của mình khi ghi bốn bàn thắng trong chiến thắng 7–1 trước K.V. Oostende. Anh kết thúc mùa giải với tư cách là vua phá lưới giải đấu với 26 bàn thắng và được trao giải Cầu thủ xuất sắc nhất năm tại Bỉ.

### Brighton & Hove Albion
Vào ngày 31 tháng 1 năm 2022, Undav gia nhập câu lạc bộ Brighton & Hove Albion tại Premier League với trị giá 6 triệu bảng Anh và hợp đồng có thời hạn 4 năm rưỡi. Anh ngay lập tức trở lại Union Saint-Gilloise cho đến cuối mùa giải 2021–22 dưới dạng cho mượn.
Undav có trận ra mắt cho Albion trong trận mở màn mùa giải 2022–23 khi vào sân thay Danny Welbeck ở phút thứ 90+5 và giúp Brighton giành chiến thắng đầu tiên tại Old Trafford sau khi đánh bại Manchester United với tỷ số 2–1. Anh ghi bàn thắng đầu tiên cho câu lạc bộ trong lần ra sân thứ hai khi mở tỷ số trong chiến thắng 3–0 trên sân khách trước Forest Green Rovers tại League One ở vòng hai EFL Cup vào ngày 24 tháng 8. Vào ngày 7 tháng 1 năm 2023, anh ghi bàn thắng cuối cùng cho Brighton sau khi vào sân thay người trong chiến thắng 5–1 trên sân khách trước Middlesbrough tại Championship ở vòng ba FA Cup. Undav có trận đấu đầu tiên tại Premier League vào ngày 4 tháng 2 trong chiến thắng 1–0 trên sân nhà trước Bournemouth. Vào ngày 19 tháng 3, anh ghi bàn từ cú sút của Moisés Caicedo và sau đó kiến tạo cho bàn thắng của Evan Ferguson trong chiến thắng 5–0 trước Grimsby Town tại League Two ở tứ kết FA Cup. Undav ghi những bàn thắng đầu tiên ở Premier League vào ngày 29 tháng 4 khi ghi hai bàn trong trận thắng 6–0 trước Wolves để giúp Brighton lập chiến thắng đậm nhất tại Premier League. Anh ghi bàn thắng thứ hai cho Albions trong chiến thắng chung cuộc 3–0 trên sân khách trước Arsenal vào ngày 14 tháng 5  tại Premier League. Bốn ngày sau, Undav ghi bàn ở cả hai bên trong trận thua 4–1 trên sân khách của Brighton trước Newcastle khi đá phản lưới nhà từ một quả phạt góc để mở tỷ số trước khi ghi bàn từ hai quả phạt góc.

#### Cho mượn tại VfB Stuttgart
Vào ngày 2 tháng 8 năm 2023, Undav trở về quê hương Đức và gia nhập câu lạc bộ VfB Stuttgart tại Bundesliga theo dạng cho mượn trong vòng mùa giải 2023–24. Vào ngày 27 tháng 1 năm 2024, anh ghi hat-trick đầu tiên tại Bundesliga trong chiến thắng 5–2 trước RB Leipzig. Trong mùa giải Bundesliga đầu tiên, anh ghi 18 bàn và lập 9 pha kiến tạo và giúp câu lạc bộ của anh đứng thứ hai chung cuộc trên bảng xếp hạng và giành quyền tham dự Champions League lần đầu tiên kể từ mùa giải 2009–10.

## Sự nghiệp quốc tế
Undav đủ điều kiện để đại diện cho Đức hoặc Thổ Nhĩ Kỳ.
Vào tháng 3 năm 2024, Undav được gọi vào đội tuyển quốc gia Đức cho các trận giao hữu với Pháp và Hà Lan. Anh có trận ra mắt cho Die Mannschaft trong chiến thắng 2–0 trước Pháp sau khi vào sân thay người cho Kai Havertz ở phút thứ 80.
Vào ngày 16 tháng 5 năm 2024, Undav có tên trong đội hình sơ bộ gồm 27 người của huấn luyện viên Julian Nagelsmann cho UEFA Euro 2024. Anh được xác nhận có mặt trong đội hình 26 người chung cuộc vào ngày 7 tháng 6.

## Thống kê sự nghiệp

### Câu lạc bộ
Tính đến 18 tháng 5 năm 2024
| Câu lạc bộ                | Mùa giải            | Giải đấu                 | Giải đấu | Giải đấu | Cúp quốc gia | Cúp quốc gia | Cúp Liên đoàn | Cúp Liên đoàn | Tổng cộng | Tổng cộng |
| Câu lạc bộ                | Mùa giải            | Hạng đấu                 | Trận     | Bàn      | Trận         | Bàn          | Trận          | Bàn           | Trận      | Bàn       |
| ------------------------- | ------------------- | ------------------------ | -------- | -------- | ------------ | ------------ | ------------- | ------------- | --------- | --------- |
| Havelse                   | 2014–15             | Regionalliga             | 3        | 0        | 0            | 0            | —             | —             | 3         | 0         |
| Havelse                   | 2015–16             | Regionalliga             | 32       | 16       | 2            | 0            | —             | —             | 34        | 16        |
| Havelse                   | 2016–17             | Regionalliga             | 32       | 16       | 3            | 5            | —             | —             | 35        | 21        |
| Havelse                   | Tổng cộng           | Tổng cộng                | 67       | 32       | 5            | 5            | —             | —             | 72        | 37        |
| Eintracht Braunschweig II | 2017–18             | Regionalliga             | 18       | 9        | 0            | 0            | —             | —             | 18        | 9         |
| Meppen                    | 2018–19             | 3. Liga                  | 35       | 6        | 3            | 1            | —             | —             | 38        | 7         |
| Meppen                    | 2019–20             | 3. Liga                  | 34       | 17       | 1            | 0            | —             | —             | 35        | 17        |
| Meppen                    | Tổng cộng           | Tổng cộng                | 69       | 23       | 4            | 1            | —             | —             | 73        | 24        |
| Union SG                  | 2020–21             | Belgian First Division B | 26       | 17       | 3            | 1            | —             | —             | 29        | 18        |
| Union SG                  | 2021–22             | Belgian Pro League       | 25       | 18       | 2            | 1            | —             | —             | 27        | 19        |
| Union SG                  | Tổng cộng           | Tổng cộng                | 51       | 35       | 5            | 2            | —             | —             | 56        | 37        |
| Union SG (mượn)           | 2021–22             | Belgian Pro League       | 12       | 8        | 0            | 0            | —             | —             | 12        | 8         |
| Brighton & Hove Albion    | 2022–23             | Premier League           | 22       | 5        | 5            | 2            | 3             | 1             | 30        | 8         |
| VfB Stuttgart (mượn)      | 2023–24             | Bundesliga               | 30       | 18       | 3            | 1            | —             | —             | 33        | 19        |
| VfB Stuttgart             | 2024-25             | Bundesliga               | 0        | 0        | 0            | 0            |               |               | 0         | 0         |
| Tổng cộng sự nghiệp       | Tổng cộng sự nghiệp | Tổng cộng sự nghiệp      | 269      | 130      | 22           | 11           | 3             | 1             | 294       | 142       |

1. ↑  Bao gồm Lower Saxony Cup, DFB-Pokal, Belgian Cup và FA Cup
2. ↑  Bao gồm EFL Cup

### Quốc tế
Tính đến 3 tháng 6 năm 2024
| Đội tuyển quốc gia | Năm       | Trận | Bàn |
| ------------------ | --------- | ---- | --- |
| Đức                | 2024      | 2    | 0   |
| Tổng cộng          | Tổng cộng | 2    | 0   |

### Bàn thắng
| #  | Ngày                 | Địa điểm                                                 | Đối thủ              | Ghi bàn | Kết quả | Giải đấu                    |
| -- | -------------------- | -------------------------------------------------------- | -------------------- | ------- | ------- | --------------------------- |
| 1. | 10 tháng 9 năm 2024  | Johan Cruyff Arena, Amsterdam, Hà Lan                    | Hà Lan               | 1–1     | 2–2     | UEFA Nations League 2024–25 |
| 2. | 11 tháng 10 năm 2024 | Sân vận động Bilino Polje, Zenica, Bosnia và Herzegovina | Bosna và Hercegovina | 1–0     | 2–1     | UEFA Nations League 2024–25 |
| 3. | 11 tháng 10 năm 2024 | Sân vận động Bilino Polje, Zenica, Bosnia và Herzegovina | Bosna và Hercegovina | 2–0     | 2–1     | UEFA Nations League 2024–25 |

## Danh hiệu

### Câu lạc bộ
Union SG
- Belgian First Division B: 2020–21

### Cá nhân
- Vua phá lưới Belgian Pro League: 2021–22
- Cầu thủ bóng đá chuyên nghiệp Bỉ của năm: 2021–22[6]
- Cầu thủ xuất sắc nhất tháng của Bundesliga: Tháng 11 năm 2023, tháng 1 năm 2024
- Tân binh xuất sắc nhất mùa giải của VDV Bundesliga: 2023–24